# Bremen (Schiff, 1982)
Die Bremen war eine Fregatte der Deutschen Marine und Typschiff der Bremen-Klasse. Sie war nach der 1915 gesunkenen Bremen das zweite Kriegsschiff einer deutschen Marine, welches diesen Namen trug und nach der Freien Hansestadt Bremen benannt war.

## Geschichte
Die spätere Bremen wurde am 9. Juli 1979 für die Bundesmarine auf der Bremer-Vulkan-Werft auf Kiel gelegt. Ihre Indienststellung erfolgte am 7. Mai 1982 und sie wurde dem 4. Fregattengeschwader zugeteilt. Ihre Hauptaufgabe sollte die Bekämpfung von U-Booten sein. Die Stadt Bremen übernahm am 29. Mai 1982 die Patenschaft für das Schiff. Taufpatin war die Frau von Bremens Bürgermeister Hans Koschnick, Christine Koschnick.
Die Bremen war das erste Schiff der Baureihe F-122 und erste Schiff der Bundesmarine, das Hubschrauber mitführte. Über 50.000 PS Leistung, die über zwei Wellen auf zwei Sieben-Blatt-Propeller übertragen wurden, ermöglichten ihr Geschwindigkeiten bis zu 30 Knoten. Mehr als 200 Mann Besatzung befanden sich an Bord.
Die Bremen nahm an vielfältigen Einsätzen teil. Dazu gehören neben häufigen Teilnahmen an ständigen Verbänden der NATO Überwachungsaufgaben im Mittelmeer während des Zweiten Golfkriegs 1991 weitere Einsätze:
- Ende Januar 1992 begleitete das Schiff den vom Zerstörer Mölders gestoppten deutschen Frachter Godewind vom Abfangpunkt südlich Malta zunächst zurück bis zum spanischen Hafen Cartagena, um den Frachter im Anschluss bis auf die Höhe von Lissabon zu geleiten, wo andere Einheiten die Rückführung übernahmen. Im Anschluss stieß die Bremen wieder zum Verband zurück. Die Godewind hatte ohne deutsche Genehmigung 16 (andere Quelle 31) Kampfpanzer T-72 aus tschechischen Beständen von Stettin nach Syrien transportieren wollen. Mit 44 Tagen, davon 38 in See, war es der bis dahin längste zusammenhängende Seetörn der Bremen seit Indienststellung[2]
- 1992 bis 1996: Die Embargo-Operation Sharp Guard  in der Adria gegen das ehemalige Jugoslawien.
- Ab 2002 mehrfach die Operation Enduring Freedom im Kampf gegen den internationalen Terrorismus.
- 2009 bis 2010: Operation Atalanta zur Bekämpfung der Piraterie vor der Küste Somalias, wo ihre Hubschrauber am 14. August 2009 einen Piratenangriff auf ein Handelsschiff abwehren konnten.[3][4]
- Mai bis September 2012: Operation Atalanta[5]

Nach 32 Dienstjahren und rund 1,5 Millionen Kilometern zur See wurde die Bremen im Marinearsenal in Wilhelmshaven am 28. März 2014 außer Dienst gestellt und aufgelegt. Die Fregatte war bereits seit dem 30. September 2013 aus der Fahrbereitschaft genommen worden. 16 Kommandanten befehligten in dieser Zeit das Schiff.
Im März 2020 wurde die Bremen über die Vebeg zum Abwracken angeboten. Am 13. Oktober 2021 begann im Schlepp der Onyx die Überführung von Wilhelmshaven zu den Abwrackwerften von Aliağa.

## Kommandanten
| Nr. | Name                                  | Beginn der Amtszeit | Ende der Amtszeit |
| --- | ------------------------------------- | ------------------- | ----------------- |
| 1.  | Kapitän zur See Dieter Weigel         | Mai 1982            | September 1983    |
| 2.  | Fregattenkapitän Klaus Peter Giesecke | Oktober 1983        | September 1985    |
| 3.  | Fregattenkapitän Volker Klein         | Oktober 1985        | Juni 1987         |
| 4.  | Fregattenkapitän Klaus-Uwe Wolff      | Juli 1987           | Dezember 1988     |
| 5.  | Fregattenkapitän Detlev Schuth        | Dezember 1988       | März 1992         |
| 6.  | Fregattenkapitän Rolf Schmitz         | April 1992          | September 1993    |
| 7.  | Fregattenkapitän Rainer Mayer         | Oktober 1993        | Juli 1996         |
| 8.  | Fregattenkapitän Hans Joachim Rutz    | Juli 1996           | August 1996       |
| 9.  | Fregattenkapitän Hans-G. Gandyra      | September 1996      | Juni 1997         |
| 10. | Fregattenkapitän André Hetke          | Juli 1997           | August 2000       |
| 11. | Fregattenkapitän Peter Görg           | August 2000         | Februar 2003      |
| 12. | Fregattenkapitän Dietrich Donker      | Februar 2003        | Mai 2005          |
| 13. | Fregattenkapitän Thorsten Wiedemann   | Mai 2005            | Februar 2007      |
| 14  | Fregattenkapitän Andreas Jedlicka     | Februar 2007        | Mai 2009          |
| 15. | Fregattenkapitän Götz Eichberg        | Mai 2009            | März 2012         |
| 16. | Fregattenkapitän Ingolf Schlobinsky   | März 2012           | November 2013     |